# Татаро-Нікольське
Тата́ро-Ні́кольське (рос. Татаро-Никольское) — село у складі Пачелмського району Пензенської області, Росія.
Населення — 298 осіб (2010; 298 у 2002).
Національний склад станом на 2002 рік:
- татари — 62 %
- росіяни — 37 %